# Carles Bellvís i Llorens
Carles Bellvís i Llorens (València, 24 d'abril de 1985), és un exfutbolista professional valencià, que ocupava la posició de defensa. Va jugar principalment a l'AD Alcorcón, on es va retirar.
Sorgeix de les categories inferiors del València CF, i fa el seu debut professional cedit a l'Elx CF, on roman dues temporades. Posteriorment és cedit al CD Numancia, amb qui debuta a primera divisió al 31 d'agost de 2008, en un encontre en el qual els sorians van derrotar el FC Barcelona per 1 a 0.
A les postres, el Numància va retornar a Segona Divisió a final de temporada. El defensa va finalitzar el seu contracte amb el València i va fitxar pel CD Tenerife, recentment ascendit a la màxima categoria.